# Västerledskyrkan, Enköping
Västerledskyrkan är en kyrka i centrala Enköping, som invigdes första advent 1980. Den är den främsta gudstjänstlokalen för Västerledskyrkans församling (tidigare Tomasförsamlingen). 
Kyrkan byggdes av Enköpings missionsskyrka, som sedan 2001 är ansluten till samfundet Equmeniakyrkan.